# Тофан, Виктор Васильевич
Виктор Васильевич Тофан (укр. Віктор Васильович Тофан; 1939—2013) — советский и украинский спортсмен и тренер; Мастер спорта СССР, Заслуженный тренер Украины, Заслуженный работник физической культуры и спорта Украины.

## Биография
Родился 22 июля 1939 года в селе Воеводское Арбузинского района Николаевской области Украинской ССР.
Окончив в 1955 году среднюю школу, поступил в школу ФЗО в городе Николаеве. По её окончании работал газоэлектросварщиком на Черноморском судостроительном заводе. В 1959 году Виктор Тофан поступил в Мигеевский сельскохозяйственный техникум; здесь начал заниматься велоспортом. Осенью 1961 года на первенстве СССР он выполнил норматив мастера спорта и был зачислен в сборную СССР. Во время службы в Советской армии находился в спортивной роте. В 1963 году поступил на факультет физического воспитания Кишинёвского университета.
После окончания вуза вместе с женой переехал в город Первомайск Николаевской области, где начал работать тренером по велоспорту Первомайской ДЮСШ. Проработал здесь до выхода на пенсию в январе 2009 года.
За свою многолетнюю деятельность Виктор Васильевич подготовил десятки ведущих спортсменов в состав сборных команд Украины, воспитал велогонщиков всеукраинского, европейского и мирового уровня; в их числе 42 мастера спорта, 16 мастеров спорта международного класса — призеров мирового первенства и победителей международных соревнований. Среди его учеников — заслуженный мастер спорта Максим Полищук, Юрий и Дмитрий Кривцовы, Валентин Лесков, Валерия Величко, а также бывший велогонщик, а ныне менеджер континентальной команды — Алексей Солнцев и другие.
Умер 2 января 2013 года в городе Первомайске Николаевской области Украины.

## Заслуги
- Виктор Тофан является Почетным гражданином города Первомайска; имел многочисленные грамоты и дипломы Министерства образования и науки Украины, областного управления физического воспитания и спорта, Первомайского городского совета.[1]
- В его честь в Первомайске проводятся велосипедные соревнования. На городском стадионе В. В. Тофану установлена мемориальная доска.[2]